# Judyta Nowogródzka
Judyta Nowogródzka, Jehudyta Nowogródzka, z domu Rykner (ur. ok. 1908 w Warszawie, zm. prawdopodobnie w nocy z 19 na 20 sierpnia 1943 w Białymstoku) – członkini Antyfaszystowskiej Organizacji Bojowej, organizatorka grup bojowych w getcie białostockim, uczestniczka powstania w getcie białostockim.

## Życiorys
Urodziła się ok. 1908 roku w Warszawie. Ukończyła warszawskie gimnazjum Kaleckiej. Podczas nauki w gimnazjum przystąpiła do Związku Młodzieży Socjalistycznej. Następnie była aktywistką Komunistycznego Związku Młodzieży Polskiej, następnie w Komunistycznej Partii Polski.
Podczas II wojny światowej przedostała się do Białegostoku, mieszkała w domu przy ul. Jurowieckiej. W 1942 roku przystąpiła do Organizacji Antyfaszystowskiej. Z jej ramienia zajmowała się koordynacją organizacji młodzieżowej, powstałej równolegle z kołami dla dorosłych. Współtworzyła w getcie grupy bojowe. Opowiadała się za wyprowadzeniem jak największej liczby młodych ludzi, którzy poza gettem tworzyliby oddziały partyzanckie. Część grup bojowych wydostała się z getta i utworzyła oddziały partyzanckie. Zmobilizowana w grudniu 1942 roku tzw. Grupa Judyty wyszła z getta w kwietniu 1943 roku, jednak została napadnięta i rozbita w Lipowym Moście. Grupa została zmuszona do powrotu do getta. Pomimo porażki Nowogródzka planowała kolejne ucieczki. Po krótkim czasie wyruszyła wraz z trzydziestoosobową grupą do lasu.
Po wybuchu powstania w getcie białostockim była komendantką grupy bojowej liczącej ok. 40 mężczyzn i kobiet. Grupie udało się odeprzeć atak wojsk niemieckich na ogród Judenratu. Grupa przetrwała bombardowanie ogrodu. Po podjęciu dalszych walk grupa próbowała przedostać się do lasu. Próba zakończyła się niepowodzeniem, podczas próby zginęło ok. 70 walczących. W czasie walk Judyta doznała zawału serca. Pomimo złego stanu zdrowia zorganizowała nową grupę bojowców. W nocy z 19 na 20 sierpnia grupa ponownie próbowała przedostać się do lasu. Druga walka zakończyła się niepowodzeniem. Podczas niej Nowogródzka prawdopodobnie zginęła bądź popełniła samobójstwo.
7 marca 1949 roku została pośmiertnie odznaczona Krzyżem Srebrnym Orderu Wojennego Virtuti Militari.
Jej mężem był Maniek Nowogródzki, działacz komunistyczny, stracony przez Niemców podczas II wojny światowej. Prawdopodobnie jej bratem był Henryk Nowogródzki, policjant w getcie warszawskim, po wojnie adwokat.